# 秤量貨幣
秤量貨幣（しょうりょうかへい、ひょうりょうかへい）とは、使用に際して交換価値を品位・量目を検査して計って用いる貨幣。長期間の使用や所有、保管でも変化しにくい金銀青銅などを加工もしくは加工せずに用いた例が多く、貨幣の最古の形態の1つである。鋳造精錬した貴金属は打刻したナゲット状のものや、なかでも金は価値の保存に優れるため砂金のままでも流通した。
これに対して一定の品位・量目の保証のもと、その枚数によって交換価値を計る貨幣を計数貨幣と呼ぶ。
秤量貨幣は流通が容易である反面、品位の安定に不安を生じやすい欠点がある。また一部では切断されて使用されることもあった（詳細は貨幣の切断を参照）。
現代社会では、秤量貨幣が公式通貨として流通している国は皆無である。

## 日本における秤量貨幣
計数貨幣として分類される一分判は正確に小判の四分の一の量目であり、また明治時代の金貨および銀貨など、世界各国の本位金貨および本位銀貨についても量目が額面に比例するようにつくられており、これらは秤量貨幣の発展形としての計数貨幣ということになる。
金や銀が、金貨や銀貨などの計数貨幣化される以前においては、砂金やその他の塊の形で支払にあてて、実際の取引の際にその計量を計って用いた。もっとも古い時代においては金銀を入手できたのは支配階層や貨幣形態の違う対外貿易や高級品を扱う商人などに限定されていた。
奥州では古くから砂金が産出し、量目に応じて取引に使用され、砂金十両（44匁、約164グラム）を一裹（つつみ）と呼び、後に判金に仕立てられるようになると44匁を金一枚と呼ぶようになった。
また、西日本から北陸、東北各地に偏在する銀山から産出される灰吹銀は、極印を打ったものが同じく量目に応じて取引に使用され、銀十両（43匁、約161グラム）を一裹あるいは銀一枚と呼ぶようになった。
戦国時代の日本には両替商が出現し、金銀の両替のみならず、金銀の鑑定と一定の価値ごとに封包を行って取引の便宜を図ることも行った。江戸時代に入ると、江戸では金貨による計数貨幣による統一が行われたが、上方では丁銀や小玉銀などの銀の秤量貨幣が依然として用いられた。とはいえ、丁銀は小玉銀を混ぜて一定の量目・価値にして包封した常是包の形式で支払を行うのが一般的であったため、実際に計量を行って取引をしたのは小玉銀を主体とした小額取引が大半であった。その後、南鐐二朱銀の発行によって銀の計数貨幣化が進行し、銀目取引の実態は藩札や手形によるものが中心となり、慶応4年（1868年）に明治新政府によって銀目廃止令の布令が出されて丁銀・小玉銀は使用停止となり、日本の秤量貨幣の歴史は幕を閉じる事になった。